# Andreas von Baumgartner

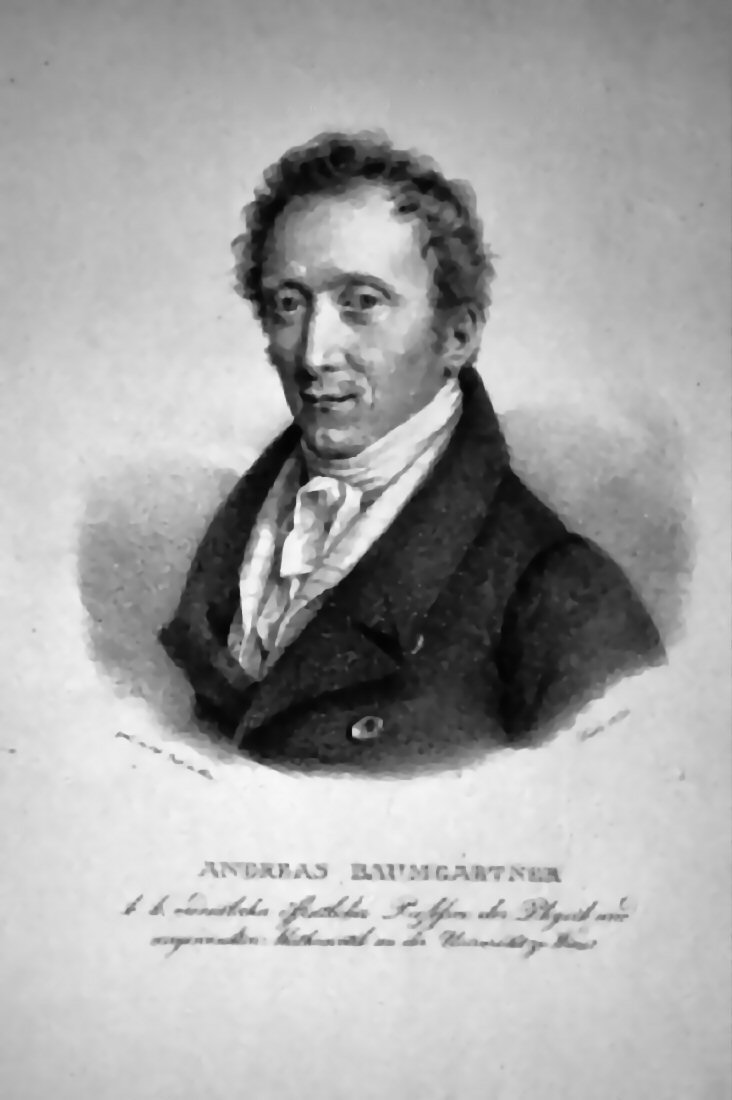
Andreas von Baumgartner

Andreas (von) Baumgartner, född 23 november 1793 i Friedberg, Böhmen, död 30 juli 1865 i Hietzing vid Wien, var en österrikisk friherre, fysiker och politiker. 
Baumgartner blev 1817 professor i fysik vid lyceum i Olmütz och 1823 vid Wiens universitet. Han utvecklade såsom universitetslärare en betydande författarverksamhet. 
Senare blev Baumgartner chef för olika grenar av statens fabriksväsende, erhöll 1846 uppdrag att leda uppsättandet av det österrikiska telegrafnätet och fick 1847 högsta ledningen av järnvägsbyggandet. Under tiden maj till juni 1848 var han minister för de offentliga arbetena, 1850 regeringens kommissarie vid tullkongressen i Wien, 1851 blev han minister för handel och offentliga arbeten och samma år tillika finansminister. År 1855 tog han avsked från denna post. År 1854 hade han blivit friherre, och 1861 utnämndes han till ledamot av herrehuset i riksrådet.